# Mesyláty

Mesylátový anion

Jako mesyláty se označují soli a estery kyseliny methansulfonové (CH3SO3H). V solích se vyskytuje aniont CH3SO −
3 . Při tvorbě mezinárodního nechráněného názvu léčivé látky obsahující tuto skupinu či aniont se název mění na mesilát.
Mesylátové estery jsou skupina organických sloučenin obsahujících funkční skupinu CH3SO2O–R, zkráceně MsO-R, kde R je organický substituent.

## Výroba
Mesylátové estery se vyrábějí reakcí příslušného alkoholu s methansulfonylchloridem za přítomnosti zásady, například triethylaminu.

## Mesyl
Mesyl je zkrácený název pro methansulfonylovou skupinu (CH3SO2, Ms), například methansulfonylchlorid je často nazýván mesylchlorid. Přestože mesyláty jsou často náchylné k hydrolýze, mesylové skupiny navázané na dusík jsou vůči hydrolýze odolné. Tato skupina se objevuje v řadě různých léčiv (například u antiarytmik).

## Výskyt v přírodě
Ve vzorcích ledu z Antarktidy byla nalezena stopová množství dodekahydrátu methansulfonátu hořečnatého. Tato přírodní forma byla popsána jako minerál ernstburkeit a vyskytuje se velmi vzácně.